# Denis Osin
Denis Osin é um matemático estadunidense nascido na Rússia, professor da Universidade Vanderbilt, que trabalha nas áreas de teoria geométrica de grupos e topologia geométrica. Foi palestrante convidado do Congresso Internacional de Matemáticos no Rio de Janeiro (2018).
Osin obteve um doutorado na Universidade Estatal de Moscou em 1999, orientado por Aleksandr Olshansky. Trabalhou na Universidade de Finanças do Governo da federação Russa, no City College of New York, seguindo para a Universidade Vanderbilt em 2008. Foi promovido a Full Professor em 2013. É um dos editores do periódico Groups, Geometry, and Dynamics.
Foi eleito membro da American Mathematical Society em 2021, "for contributions in geometric group theory, specifically groups acting on hyperbolic spaces".